# クリスティナ・サワヤ
クリスティナ・サワヤ（1980年8月16日生 - , アラビア語: كريستين صوايا, ラテン文字表記：Christina Sawaya）はレバノンのビューティークィーン。
モデルとして働いている間に、1998年から2002年までの間のビューティーコンテストに参加、1998年にレバノンで「ミス・ユニバーシティ」に選ばれ、1999年には「トップ・レバノン・モデル」に選ばれた。
2001年、サワヤは19人の中から2001年度のミス・レバノンに選ばれたことにより、ミス・ユニバース、ミス・ワールド、ミス・インターナショナルといった各種コンテストに参加することになった。2001年度のミス・ワールドにはレバノン代表として出場したが、入賞を逃した。2002年度のミス・ユニバースには、ミス・イスラエルのYamit Har-Noyと競わないと述べた上で参加しなかった。サワヤは東京で2002年9月30日に開催された、2002年度のミス・インターナショナルに参加、優勝。サワヤは51カ国の美女達の中からミス・インターナショナルとして選ばれた。
サワヤは初の中東出身のミス・インターナショナルである。同じく、2002年度のミス・ワールドはトルコ出身のアズラ・アキン（Azra Akın）であり、2002年度のミス・アースはボスニア・ヘルツェゴビナ出身のDžejla Glavović。サワヤを含め、彼女らは全てイスラームが多数派の地域の出身者である。しかしながらクリスティナ・サワヤについて言えば、唯一アラブ国家であるレバノンの出身者であるが、正教徒たるクリスチャン（ギリシャ正教系）である。レバノンは憲法上、クリスチャンが大統領を務めることが定められた国家である。
ミス・ユビバース、ミス・ワールド、ミス・インターナショナルが開かれている同年、サワヤはミス・インターナショナルとしては初めて、「グローバル・ビューティーズ・アワード」で名誉ある「総合最優秀賞」を受賞。ミス・ユニバースのタイトル保持者がこの賞を受賞しなかったのは初めてのことだった。
2003年11月15日、サワヤはトニー・バロウドとベイルートで結婚。バロウドはレバノンのナショナル・バスケットボールチームの選手であり、現在、スポーツ解説者を務めているほか、Lebanese Broadcasting CorporationでTV出演者として活躍している。バロウドは2007年度のミス・レバノンの司会を務めた。